# Wahlkreis Marzahn-Hellersdorf 5
Der Wahlkreis Marzahn-Hellersdorf 5 ist ein Abgeordnetenhauswahlkreis in Berlin. Er gehört zum Wahlkreisverband Marzahn-Hellersdorf und umfasst seit der Abgeordnetenhauswahl 2006 die Gebiete Kaulsdorf-Süd, Mahlsdorf-Nord und Mahlsdorf-Süd.

## Abgeordnetenhauswahl 2023
Bei der Wahl zum Abgeordnetenhaus von Berlin 2023 traten folgende Kandidaten an:
| Name                              | Partei           | Anteil der Erststimmen | Anteil der Zweitstimmen |
| --------------------------------- | ---------------- | ---------------------- | ----------------------- |
| Katharina Günther-Wünsch          | CDU              | 45,0 %                 | 40,1 %                  |
| Luise Lehmann                     | SPD              | 15,4 %                 | 16,3 %                  |
| Vadim Derksen                     | AfD              | 12,6 %                 | 13,3 %                  |
| Stefanie Wagner-Boysen            | Die Linke        | 11,6 %                 | 11,4 %                  |
| Stefan Ziller                     | Grüne            | 07,1 %                 | 07,5 %                  |
| Justyna Grecko                    | FDP              | 03,1 %                 | 04,0 %                  |
| Jakob Berlin                      | Tierschutzpartei | 02,9 %                 | 02,2 %                  |
| Martin Walter                     | Die PARTEI       | 01,4 %                 | 01,0 %                  |
| Steffi Möller                     | dieBasis         | 00,7 %                 | 00,5 %                  |
| –                                 | Sonstige         | –                      | 03,7 %                  |
| Wahlberechtigte: 33.666 Einwohner |                  |                        |                         |
| Wahlbeteiligung: 76,2 %           |                  |                        |                         |

## Abgeordnetenhauswahl 2021
Bei der Wahl zum Abgeordnetenhaus von Berlin 2021 traten folgende Kandidaten an:
| Name                              | Partei           | Anteil der Erststimmen | Anteil der Zweitstimmen |
| --------------------------------- | ---------------- | ---------------------- | ----------------------- |
| Katharina Günther-Wünsch          | CDU              | 33,5 %                 | 29,0 %                  |
| Luise Lehmann                     | SPD              | 18,5 %                 | 18,8 %                  |
| Stefanie Wagner-Boysen            | Die Linke        | 14,3 %                 | 14,7 %                  |
| Vadim Derksen                     | AfD              | 11,6 %                 | 11,8 %                  |
| Stefan Ziller                     | Grüne            | 09,0 %                 | 08,9 %                  |
| Justyna Grecko                    | FDP              | 05,9 %                 | 06,4 %                  |
| Jakob Berlin                      | Tierschutzpartei | 03,7 %                 | 02,2 %                  |
| Martin Walter                     | Die PARTEI       | 01,8 %                 | 01,3 %                  |
| Steffi Möller                     | dieBasis         | 01,7 %                 | 01,1 %                  |
| –                                 | Sonstige         | –                      | 05,8 %                  |
| Wahlberechtigte: 33.629 Einwohner |                  |                        |                         |
| Wahlbeteiligung: 85,3 %           |                  |                        |                         |

## Abgeordnetenhauswahl 2016
Bei der Wahl zum Abgeordnetenhaus von Berlin 2016 traten folgende Kandidaten an:
| Name                              | Partei           | Anteil der Erststimmen | Anteil der Zweitstimmen |
| --------------------------------- | ---------------- | ---------------------- | ----------------------- |
| Mario Czaja                       | CDU              | 47,2 %                 | 31,6 %                  |
| Olaf Ostertag                     | Die Linke        | 16,3 %                 | 17,5 %                  |
| Jeannette Auricht                 | AfD              | 15,7 %                 | 18,7 %                  |
| Iris Spranger                     | SPD              | 12,5 %                 | 15,9 %                  |
| Ina Seidel-Grothe                 | Grüne            | 04,8 %                 | 05,7 %                  |
| Sebastian Posselt                 | FDP              | 02,6 %                 | 03,6 %                  |
| Kevin Eichelbaum                  | ProD             | 00,8 %                 | 00,4 %                  |
| –                                 | Tierschutzpartei | 0–                     | 01,5 %                  |
| –                                 | Graue Panther    | 0–                     | 01,0 %                  |
| –                                 | Die PARTEI       | 0–                     | 01,0 %                  |
| –                                 | Piraten          | 0–                     | 01,0 %                  |
| –                                 | Sonstige         | 0–                     | 02,3 %                  |
| Wahlberechtigte: 32.855 Einwohner |                  |                        |                         |
| Wahlbeteiligung: 78,4 %           |                  |                        |                         |

## Abgeordnetenhauswahl 2011
Bei der Wahl zum Abgeordnetenhaus von Berlin 2011 traten folgende Kandidaten an:
| Name                              | Partei           | Anteil der Erststimmen | Anteil der Zweitstimmen |
| --------------------------------- | ---------------- | ---------------------- | ----------------------- |
| Mario Czaja                       | CDU              | 41,5 %                 | 30,5 %                  |
| Iris Spranger                     | SPD              | 21,8 %                 | 25,7 %                  |
| Heinrich Niemann                  | Die Linke        | 18,5 %                 | 18,9 %                  |
| Susanne Graf                      | Piraten          | 07,2 %                 | 08,0 %                  |
| Christoph Huhn                    | Grüne            | 06,1 %                 | 07,0 %                  |
| Peter Bergermann                  | pro Deutschland  | 02,0 %                 | 01,6 %                  |
| Thomas Philipp Reiter             | FDP              | 01,3 %                 | 02,1 %                  |
| Bernd Lau                         | Die Freiheit     | 01,2 %                 | 01,1 %                  |
| Manfred Bittner                   | Freie Union      | 00,3 %                 | 0–                      |
| Hans-Jürgen Malirs                | Freie Wähler     | 00,2 %                 | 0–                      |
| –                                 | NPD              | 0–                     | 02,3 %                  |
| –                                 | Tierschutzpartei | 0–                     | 01,4 %                  |
| –                                 | Sonstige         | 0–                     | 01,4 %                  |
| Wahlberechtigte: 32.763 Einwohner |                  |                        |                         |
| Wahlbeteiligung: 69,1 %           |                  |                        |                         |

## Abgeordnetenhauswahl 2006
Bei der Wahl zum Abgeordnetenhaus von Berlin 2006 traten folgende Kandidaten an:
| Name                              | Partei           | Anteil der Erststimmen |
| --------------------------------- | ---------------- | ---------------------- |
| Mario Czaja                       | CDU              | 33,8 %                 |
| Iris Spranger                     | SPD              | 24,5 %                 |
| Klaus-Jürgen Dahler               | Die Linke        | 22,6 %                 |
| Nickel von Neumann                | Grüne            | 05,7 %                 |
| Erik Schmidt                      | FDP              | 05,7 %                 |
| Jörg Heinrich                     | WASG             | 03,7 %                 |
| Hans-Jürgen Böhm                  | Bildungspartei   | 01,7 %                 |
| Manfred Rickmeyer                 | Die Couragierten | 01,5 %                 |
| Martin Zirfas                     | Einzelbewerber   | 00,9 %                 |
| Wahlberechtigte: 32.016 Einwohner |                  |                        |
| Wahlbeteiligung: 64,1 %           |                  |                        |

## Abgeordnetenhauswahl 2001
Der Wahlkreis Marzahn-Hellersdorf 5 umfasste zur Abgeordnetenhauswahl am 21. Oktober 2001 die Gebiete Kaulsdorf und Mahlsdorf. Es traten folgende Kandidaten an:
| Name                              | Partei | Anteil der Erststimmen |
| --------------------------------- | ------ | ---------------------- |
| Gregor Gysi                       | PDS    | 51,0 %                 |
| Mario Czaja                       | CDU    | 27,8 %                 |
| Christoph Huhn                    | SPD    | 14,5 %                 |
| Erik Schmidt                      | FDP    | 04,5 %                 |
| Gisela Bilski                     | Grüne  | 02,2 %                 |
| Wahlberechtigte: 35.134 Einwohner |        |                        |
| Wahlbeteiligung: 73,5 %           |        |                        |

## Abgeordnetenhauswahl 1999
Der Wahlkreis Hellersdorf 1 umfasste zur Abgeordnetenhauswahl am 10. Oktober 1999 die Gebiete Kaulsdorf und Mahlsdorf. Es traten folgende Kandidaten an:
| Name                              | Partei | Anteil der Erststimmen |
| --------------------------------- | ------ | ---------------------- |
| Mario Czaja                       | CDU    | 37,4 %                 |
| Peter Winkel                      | PDS    | 36,0 %                 |
| Gunther Czichocki                 | SPD    | 18,3 %                 |
| Isolde Stark                      | Grüne  | 04,1 %                 |
| Kai Schuster                      | NPD    | 02,7 %                 |
| Barbara Gareis                    | PASS   | 01,6 %                 |
| Wahlberechtigte: 32.517 Einwohner |        |                        |
| Wahlbeteiligung: 71,0 %           |        |                        |

## Abgeordnetenhauswahl 1995
Die Bezirke Marzahn und Hellersdorf hatten vor ihrer Fusion im Jahr 2001 bei der Abgeordnetenhauswahl am 22. Oktober 1995 insgesamt neun Wahlkreise. Ein direkter Vergleich ist daher nicht möglich.

## Bisherige Abgeordnete
Direkt gewählte Abgeordnete des Wahlkreises Marzahn-Hellersdorf 5 (bis 1999: Hellersdorf 1):
| Jahr | Name                     | Partei | Anteil der Erststimmen |
| ---- | ------------------------ | ------ | ---------------------- |
| 2023 | Katharina Günther-Wünsch | CDU    | 45,0 %                 |
| 2021 | Katharina Günther-Wünsch | CDU    | 33,7 %                 |
| 2016 | Mario Czaja              | CDU    | 47,2 %                 |
| 2011 | Mario Czaja              | CDU    | 41,5 %                 |
| 2006 | Mario Czaja              | CDU    | 33,8 %                 |
| 2001 | Gregor Gysi              | PDS    | 51,0 %                 |
| 1999 | Mario Czaja              | CDU    | 37,4 %                 |